# Gulácsy Lajos

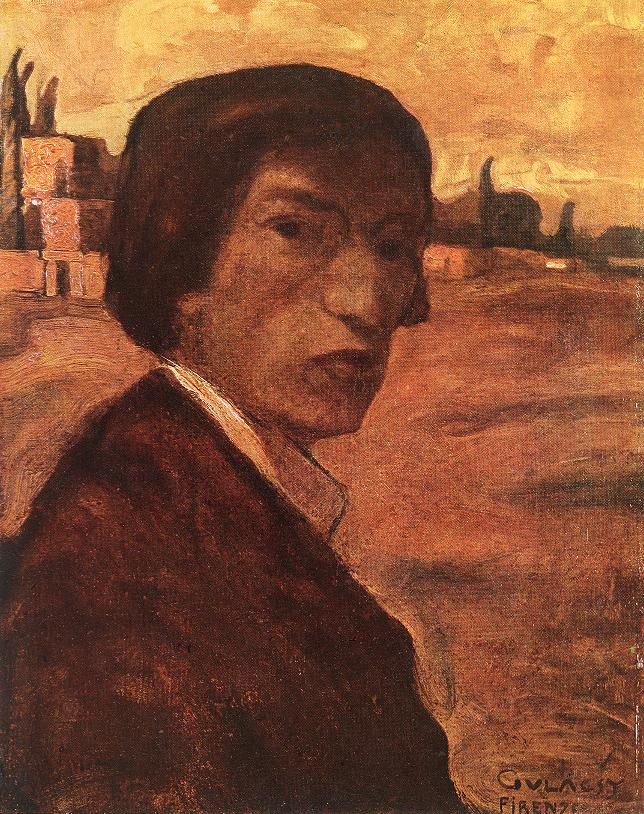
Önarckép (1903)

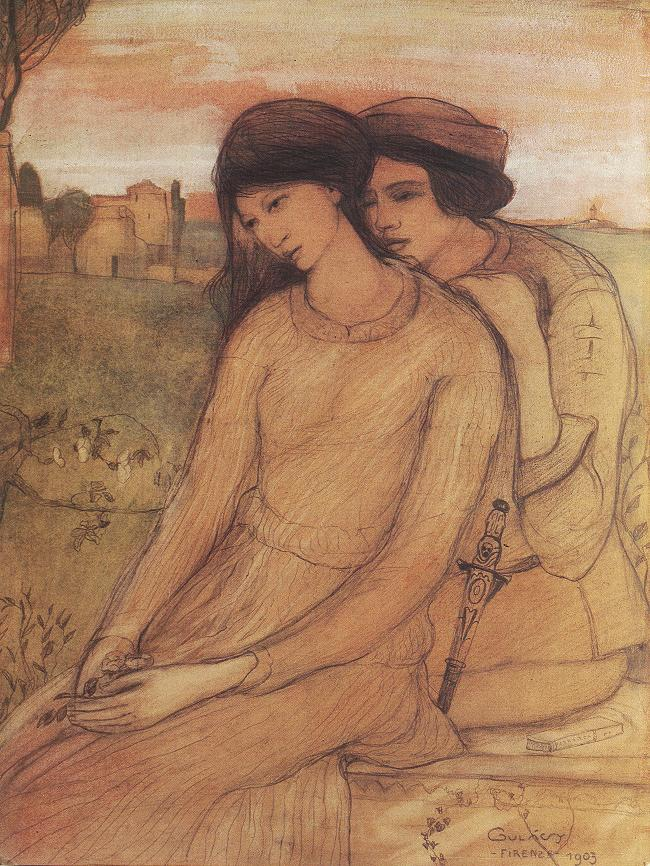
Paolo és Francesca (1903)

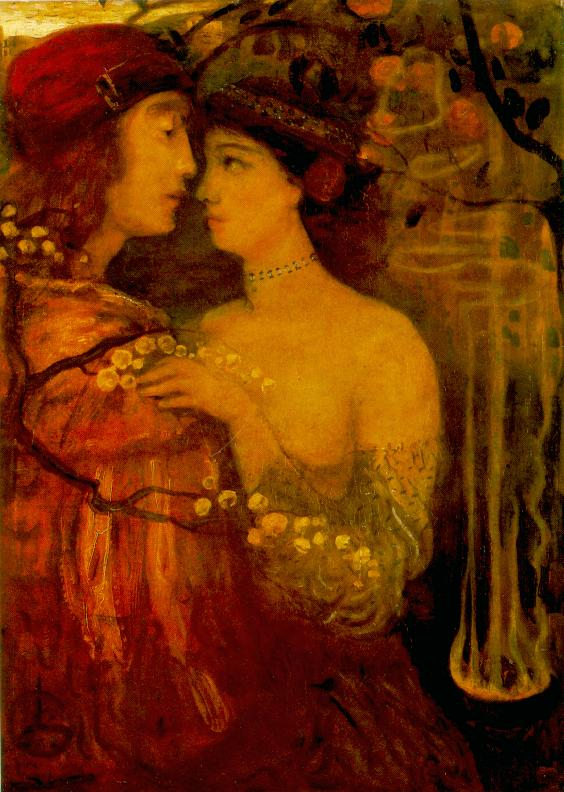
Varázslat (1906–1907)

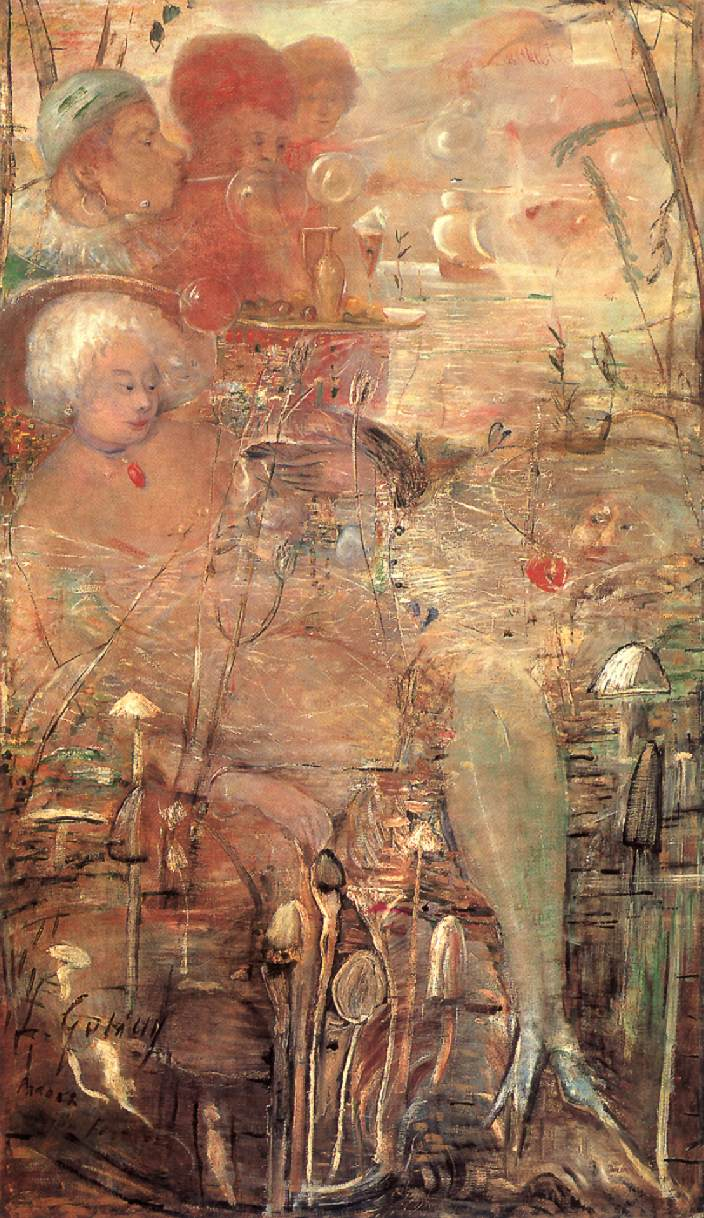
Az ópiumszívó álma (1913–18)

Gulácsy Lajos Kálmán (Budapest, 1882. október 12. – Budapest, 1932. február 21.) magyar festőművész.
Művészete a preraffaelitizmus magyar változata, hatott rá a szimbolikus szecesszió és az expresszionizmus, késői víziói már néhol a szürrealistákhoz közelítették életművét.

## Élete
Szülei: Gulácsy Lajos és Méray-Horváth Jolán voltak. 
Lényegében autodidakta volt. Már 1899-ben bemutatták A szerénység laka című képét a Műcsarnokban. A budapesti Mintarajztanodában tanult két félévet, 1900–1901-ben mesterei Balló Ede és Loránfi Antal voltak. 1902-ben Rómában, majd Firenzében, 1906-ban Párizsban járt tanulmányúton.
Többször visszatért Olaszországba. Számos képén festette meg az olasz városok középkori, reneszánsz hangulatát. Művészetére nagy hatással voltak az itáliai kisvárosok és művészek (például Giotto, Botticelli, Alessandro Magnasco). Korai művein a preraffaeliták és a szimbolikus szecesszió, míg késői alkotásain az expresszionizmus hatása látszik, az 1910-es évek közepétől jelentkező vízióinak megfestése a szürrealizmus előfutárává avatják (A halál sziklája c. olajfestménye, Az ópiumszívó álma).
Első gyűjteményes kiállítását az Uránia műkereskedésben mutatta be Márffy Ödön képeivel együtt, 1907-ben. 1908-ban kapta meg a Ferenc József-díjat, amely 4000 korona jutalommal járt. 1909-ben Nagyváradon állította ki műveit a MIÉNK és a nagybányai iskola festői, Rippl-Rónai József, Berény Róbert, Czigány Dezső, Czóbel Béla, Kernstok Károly és Tihanyi Lajos képeivel.
Díszlet- és kosztümterveivel is sikert aratott, 1905-ben a Thália Társaság (Lásd: Alma Tadema: A láthatatlan kormányos c. színművéhez), 1912-ben az Új Színpad számára készített díszleteket és jelmezeket (Strindberg: Hattyúvár c. színművéhez).
Mint grafikus is figyelemre méltó, főleg nagy műveinek vázlatát készítette el először grafikus formában. Mint a legtöbb festőnél, nála is innen származik a kiváló kompozícióteremtő képesség. Leghíresebb a Francesca da Rimini és Paolo Malatesta c. akvarellje 1903-ból, e művét egyszerűen Paolo és Francesca címen emlegetik.
A háború kitörésekor Velencében idegrendszere összeroppant, s ettől kezdve rövid megszakításokkal az idegszanatóriumok, 1919-től kezdve pedig haláláig elmegyógyintézet lakója volt.
Festményein, írásaiban gyakran megjelenik az általa kitalált, létrehozott és megírt elképzelt világ: Na'Conxypan.
Művei a Magyar Nemzeti Galéria tulajdonában és magángyűjteményekben vannak, 12 képét őrzi a székesfehérvári Deák Gyűjtemény. Őriz tőle alkotásokat a Janus Pannonius Múzeum Pécsett és a miskolci Herman Ottó Múzeum.
A legtöbb, amit eddig kifizettek egy Gulácsy-képért, 120 millió Ft volt: A púpos vénkisasszony régi emlékeit meséli Herbertnek című festménye rekord leütési áron kelt el 2007-ben egy árverésen.

## Kiállítások (válogatás)
- 1907 Első gyűjteményes kiállítása, Uránia műkereskedés, Budapest (Márffy Ödönnel)
- 1908–1910 a MIÉNK tárlatai, Budapest, Nagyvárad
- 1911-ben Nagyvárad, Temesvár
- 1912 Rónai Dénes fotóművész műterme, Budapest; Szeged; Békéscsaba; Orosháza; Temesvár
- 1916 Nemzeti Szalon
- 1918 Ma csoport kiállítása
- 1922 Ernst Múzeum, gyűjteményes kiállítás
- 1936 Emlékkiállítás, Nemzeti Szalon, Budapest
- 1947 Emlékkiállítás, Bibliotheca Officina
- 1966 Emlékkiállítás, Szent István Király Múzeum, Székesfehérvár
- 1986 Emlékkiállítás, Kecskemét; Szekszárd
- 2008 Gyűjteményes kiállítás, KOGART Ház,[11] Budapest
- 2023. április 7. – augusztus 27. Legteljesebb életműkiállítás, Magyar Nemzeti Galéria[12]

## Jelentősebb képei (válogatás)
- 1901 Reggel (olaj, vászon, 35 x 31,5 cm; Magyar Nemzeti Galéria)
- 1902 A művész áhítata (olaj, vászon, 61 x 77,5 cm; Modern Magyar Képtár, Pécs)
- 1902 Utca Na'Conxypanban (pasztell, karton, 36,8 x 33,4 cm; Magyar Nemzeti Galéria)
- 1903 Mária jegyessége (olaj, vászon, 43 x 52,5 cm; magántulajdonban)
- 1903 Önarckép (olaj, vászon, 46,5 x 36,5 cm; magántulajdonban)
- 1903 Önarckép mellkereszttel (olaj, papírlemez, 36 x 21,5 cm; Magyar Nemzeti Galéria, Budapest)
- 1903 Paolo és Francesca (akvarell, ceruza, papír, 35 x 25,5 cm; Magyar Nemzeti Galéria, Budapest)
- 1903 Omnia Vanita (akvarell, tus, papír, 30 x 22,2 cm; Herman Ottó Múzeum, Miskolc)
- 1903 A gyárváros apostola (akvarell, ceruza, papír, 18 x 26,5 cm; Rippl-Rónai Múzeum, Kaposvár)
- (1903 körül) Emília (olaj, vászon, 36 x 22,5 cm; Herman Ottó Múzeum, Miskolc
- 1903–1904 Legenda (olaj, vászon, 40 x 46,5 cm; magántulajdonban)
- 1903–1904 Esti fényben (olaj, vászon, 46,5 x 36,5 cm; Herman Ottó Múzeum, Miskolc)
- 1904 Fohász (olaj, vászon, 59 x 38 cm; magántulajdonban)
- 1904 A cselszövő (olaj, karton, 65 x 50,5 cm; magántulajdonban)
- (1904 körül) Rokokó (olaj, vászon; magántulajdonban)
- 1906 A spiritualista (olaj, vászon, 41,7 x 31,5 cm; Petőfi Irodalmi Múzeum)
- 1906–1907 Varázslat (olaj, vászon, 86 x 63 cm; Magyar Nemzeti Galéria, Budapest)
- 1907 Dante találkozása Beatricével (olaj, vászon, 70,5 x 100 cm; Magyar Nemzeti Galéria, Budapest)
- 1907 Zarándokok hazatérése (olaj, vászon, 96 x 106 cm; magántulajdonban)
- (1908 körül) Eksztázis (olaj, lemezpapír, 74 x 53 cm; Janus Pannonius Múzeum, Pécs)
- 1908–12 Kalapos önarckép (olaj, vászon, 46 x 32 cm; Magyar Nemzeti Galéria, Budapest)
- 1909–11 A bolond és a katona (olaj, lemezpapír, 33 x 25 cm; magántulajdonban)
- (1910 körül) Várostrom (olaj, vászon, 52,5 x 42 cm; Janus Pannonius Múzeum, Pécs)
- 1910 körül Planétás ember (tus, papír, 12 x 5,5 cm; Herman Ottó Múzeum, Miskolc)
- 1910–12 Fiatal nő rózsafával (olaj, vászon, 116 x 40 cm; Janus Pannonius Múzeum, Pécs)
- 1910–13 A mulatt férfi és a szoborfehér nő (olaj, vászon, 67 x 47 cm; magántulajdonban)
- (1911–12) Vasárnap délután Comóban (olaj, lemezpapír, 102,5 x 69 cm; Magyar Nemzeti Galéria, Budapest)
- 1912 Szláv jósnő (olaj, vászon, 145,5 x 46,5 cm; Magyar Nemzeti Galéria, Budapest)
- 1912 Transcience (olaj, vászon; magántulajdonban)
- 1912 Golgota (olaj, vászon, 100 x 64 cm; magántulajdonban)
- 1912–15 Kalapos férfi és gyászkendős nő (olaj, vászon, 70 x 49 cm; Magyar Nemzeti Galéria, Budapest)
- 1913 Régi kert (olaj, karton, 69 x 51 cm; Magyar Nemzeti Galéria, Budapest)
- 1913–18 Az ópiumszívó álma (olaj, vászon, 163 x 92,5 cm; dr Ubrizsy Gábor gyűjteményéből ma Janus Pannonius Múzeum, Pécs)
- 1914 Rózsalovag (=Chevalier aux Roses) (olaj, vászon, 170 x 103 cm; Magyar Nemzeti Galéria, Budapest)

## Társasági tagság
- Ma körének tagja

## Díjak
- 1908 Ferenc József-rend

## Írásai
- A virágünnep vége. Összegyűjtött írások Gulácsy-képekkel; vál., szerk., előszó Szabadi Judit; Szépirodalmi, Budapest, 1989
- Pauline Holseel Cevian Dido. Regény; sajtó alá rend., szerk. Nagy Márta és Kurdy Fehér János; Ferenczy, Budapest, 1994

## Emlékezete

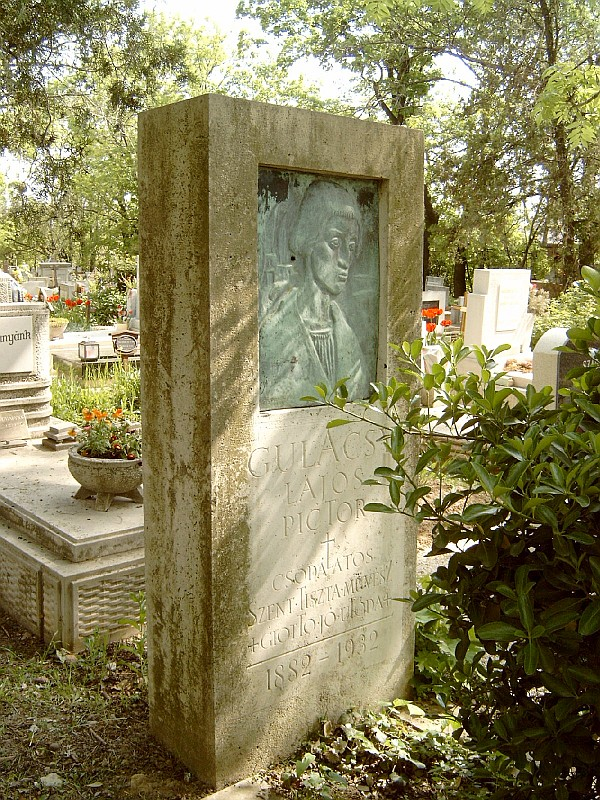
Síremléke (Budapest, Farkasréti temető, Hv20-1-71). Borsos Miklós alkotása

- Juhász Gyula Gulácsy Lajosnak című versében emlékezik barátságukra.
- Gulácsy Terem, Szeged
- 2005-ben Bereményi Géza forgatókönyvéből Tóth Tamás rendező Na’Conxypan címmel tervezett filmet Gulácsy Lajos életéről.
- Legéndy Jácint Szédület című versében állít emléket a festőnek (Legéndy Jácint: Központi Zóna – Balassi Kiadó, Budapest, 2006)
- Tarka képzelet: A virágünnep vége – Gulácsy álmai (Groó Diana filmje) 2006
- Virágünnep: Vaskakas Bábszínház, Győr (rendezte: Szabó Attila) 2007. Gulácsy Lajos Na'Conxypan írásaiból
- Galambos Péter – Kovács-Cohner Róbert: Na’Conxypanban hull a hó – színmű Gulácsy életéről és művészetéről (Debreceni Csokonai Színház, 2012, rendező: Galambos Péter)[13]

- Budapest III. kerületében utcát neveztek el róla.